# Karim Kajimkanuli Massímov
Karim Kajimkanuli Massímov (en kazakh, Мәсімов, Кәрім Қажымқанұлы, nascut a Tselinograd (actual Astanà) el 15 de juny de 1965) fou Primer Ministre del Kazakhstan. Ocupà el càrrec des del 10 de gener de 2007 fins al 24 de setembre de 2012, succeint en el càrrec a Danial Akhmétov.
Masimov és economista i parla kazakh, rus, anglès, xinès i àrab. Estudià a la República Popular de la Xina i treballà a Hong Kong, on fou representant comercial del seu país. És un polític ben considerat pel Kremlin.